# Donje Orešje
Donje Orešje is een plaats in de gemeente Sveti Ivan Zelina in de Kroatische provincie Zagreb. De plaats telt 539 inwoners (2001).